# Abdul Jalil Muazzam Shah di Johor
Paduka Sri Sultan 'Abdu'l Jalil V Mu'azzam Shah Zilu'llah fil'Alam Khalifat ul-Muminin ibni al-Marhum Sultan Sulaiman Badr ul-'Alam Shah (11 marzo 1738 – Kuala Selangor, 29 gennaio 1761) è stato sultano di Johor dal 1760 al 1761.

## Biografia
Abdul Jalil Muazzam Shah di Johor, conosciuto come Raja Sulaiman prima della sua ascesa al trono, nacque l'11 marzo 1738 ed era il sesto figlio del sultano Sulaiman Badrul Alam Shah. Venne educato privatamente.
Nell'ottobre del 1759 venne nominato erede apparente con il titolo di Raja Muda. Salì al trono alla morte del padre, avvenuta il 20 agosto 1760. Il suo regno si concluse dopo pochi mesi quando morì avvelenato, forse per ordine di un capo bugis, a Kuala Selangor il 29 gennaio 1761. Fu sepolto a Batangan, Riau. Si sposò due volte ed ebbe due figli.